# Luisa Carlota de Schleswig-Holstein-Sonderburg-Glücksburg
Luisa Carlota Federica de Schleswig-Holstein-Sonderburg-Glücksburg (Glücksburg, 5 de marzo de 1749-Köthen, 30 de marzo de 1812) fue un miembro de la familia real danesa y consorte del príncipe Carlos Jorge Lebrecht de Anhalt-Köthen.

## Biografía
La princesa Luisa Carlota nació el 5 de marzo de 1749 en el Castillo de Glücksburg. Su padre fue el duque Federico de Schleswig-Holstein-Sonderburg-Glücksburg. Su madre, Enriqueta Augusta de Lippe-Detmold, era una hija del conde Simón Enrique Adolfo de Lippe-Detmold. Luisa Carlota era princesa de Dinamarca por nacimiento, como descendiente en línea masculina de Cristián III de Dinamarca.
El 26 de julio de 1763 contrajo matrimonio con el príncipe Carlos Jorge Lebrecht de Anhalt-Köthen, convirtiéndose en princesa consorte de Anhalt-Köthen. Tuvieron seis hijos:
1. Carolina Luisa (Köthen, 8 de enero de 1767-ibidem, 8 de febrero de 1768).
2. Augusto Cristián Federico (Köthen, 18 de noviembre de 1769-Palacio de Geuz, 5 de mayo de 1812), príncipe y, a partir de 1806, primer duque de Anhalt-Köthen.
3. Carlos Guillermo (Köthen, 5 de enero de 1771-muerto en combate en Avesnes, 8 de noviembre de 1793).
4. Luisa Federica (Köthen, 30 de agosto de 1772-ib., 28 de diciembre de 1775).
5. Luis (Köthen, 25 de septiembre de 1778-ib., 16 de septiembre de 1802).
6. Federica Guillermina (Köthen, 7 de septiembre de 1780-ib., 21 de julio de 1781).

El 29 de enero de 1764 recibió la Orden de la Unión Perfecta.
Luisa Carlota murió el 30 de marzo de 1812 en Köthen.